# Мешкороты
Мешкороты (лат. Saccopharynx) — род глубоководных морских лучепёрых рыб из отряда угреобразных, выделяемый в монотипическое семейство мешкоротых или мешкоротовых (Saccopharyngidae).

## Анатомия
Мешкороты достигают размеров до около 2 м. Имеют четыре пары жабр, которые открываются на брюшной стороне овальными отверстиями. Характерный отличительный признак — огромная пасть. Личинки мешкорота известны как лептоцефал широчайший (Leptocephalus latissimus).

## Среда обитания
Обитает в океанах на больших глубинах — от 2000 до 5000 м.
В силу скудности пищи на таких глубинах, мешкороты нередко наедаются впрок, заглатывая жертву целиком.

## Этимология
Латинское название рода — Saccopharynx — было предложено американским естествоиспытателем Самьюэлом Митчиллом, описавшим его по особи, пойманной и подаренной ему капитаном Гектором Коффином (англ. Hector Coffin). Оно напрямую связано с мешкообразной формой глотки этой рыбы (др.-греч. σάκκος — мешок из грубой кожи + φάρυγξ — глотка).

## Классификация
В род включают 10 видов:
- Saccopharynx ampullaceus (Harwood, 1827) — Бутылкообразный мешкорот[2]
- Saccopharynx berteli Tighe & Nielsen, 2000
- Saccopharynx harrisoni Beebe, 1932
- Saccopharynx hjorti Bertin, 1938
- Saccopharynx lavenbergi Nielsen & Bertelsen, 1985
- Saccopharynx paucovertebratis Nielsen & Bertelsen, 1985
- Saccopharynx ramosus Nielsen & Bertelsen, 1985
- Saccopharynx schmidti Bertin, 1934
- Saccopharynx thalassa Nielsen & Bertelsen, 1985
- Saccopharynx trilobatus Nielsen & Bertelsen, 1985

## Филогенетические связи
В 2003 году группа японских учёных из Токийского университета секвенировала митохондриальную ДНК (мтДНК) из образцов Eurypharynx pelicanoides и Saccopharynx lavenbergi, принадлежащим разным семействам подотряда мешкоротовидных. После сравнения последовательностей генов было установлено, что эти виды и семейства близкородственны и имеют общего предка среди других угреобразных.